# Ruth Heilmann
Marie Margrethe Ruth Ane Thomsen Heilmann (*6. dubna 1945, Arsuk) je grónská učitelka a politička za stranu Siumut. V lednu 2008 se stala první ženou v čele grónského parlamentu.

## Životopis

### Raná léta
Ruth Heilmannová se narodila 6. dubna 1945 Gunhild Knudsenové. Po ukončení školní docházky v rodné vesnici navštěvovala Ruth v letech 1959–1962 Efterskole v Qaqortoqu. V roce 1966 dokončila střední školu v Nuuku. Poté působila jako asistentka učitele v Atuarfik Kilaaseeraq v Maniitsoqu. V roce 1973 přešla do Kuuttartup Atuarfia, rovněž v Maniitsoqu. V roce 1987 složila učitelskou zkoušku a stala se stálou učitelkou v Kuuttartup Atuarfia, kde působila až do roku 1995. V letech 1978–1992 byla zaměstnána v knihovně v Maniitsoqu. Do roku 1990 byla trenérkou házené v Kâgssagssuk Maniitsoq. Spoluzaložila Grónskou asociaci házené.

### Politická kariéra
Ruth Heilmannová byla v roce 1989 zvolena do rady okresu Maniitsoq, v parlamentních volbách v roce 1995 poprvé sama kandidovala a byla zvolena přímo do Grónského parlamentu. V letech 1997 až 2001 byla starostkou okresu Maniitsoq. Ve volbách do Folketingu v letech 1994 a 1998 kandidovala jako první zástupkyně Hanse Pavia Rosinga, který byl zvolen do Folketingu.
V parlamentních volbách roku 1999 mandát obhájila. Po volbách v roce 2002, v nichž opět obhájila křeslo poslankyně, byla v prosinci 2002 jmenována ministryní školství, církve, kultury a výzkumu v první vládě Hanse Enoksena a po jejím rozpadu o měsíc později ministryní rodiny a zdravotnictví v druhé Enoksenově vládě, než byl i tento kabinet v září 2003 opět rozpuštěn a ona o ministerský post přišla.
V parlamentních volbách v roce 2005 byla zvolena do parlamentu na čtvrté volební období v řadě. Když musel Jonathan Motzfeldt odstoupit kvůli obvinění ze sexuálního obtěžování, byla Ruth Heilmannová v lednu 2008 zvolena jeho nástupkyní ve funkci předsedkyně parlamentu a stala se tak první ženou v této funkci. Funkci zastávala až do konce volebního období v červnu 2009 a v parlamentních volbách v roce 2009 byla znovu zvolena.
Ve volbách v roce 2013 se dostala až na čtvrté místo náhradníka, ale i odtud se jí v září 2013 podařilo postoupit do parlamentu, kde setrvala až do konce volebního období v prosinci 2014. Ve volbách v roce 2014 již mandát neobhájila a parlament definitivně opustila. Následně již v parlamentních volbách nekandidovala, nicméně v roce 2017 kandidovala v komunálních volbách a ve svých 72 letech byla zvolena do zastupitelstva kraje Qeqqata. V komunálních volbách v roce 2021 již nekandidovala a odešla z politického života.

## Ocenění
V květnu 2016 byla Heilmannová vyznamenána zlatou medailí Nersornaat za více než 20 let práce v grónské politice. Předal jí ji Lars Emil Johansen, bývalý grónský premiér.
V roce 2021 byla označena jako jedna z 30 žen, které ovlivnily dánskou politiku. Bude tak namalována na obraze, který bude zavěšen v konferenční síni Folketingu.